# 埃尔科·姆尔杜利亚什
埃尔科·姆尔杜利亚什（1909年9月25日—1991年7月28日），克罗地亚男子赛艇运动员。他曾代表南斯拉夫参加欧洲赛艇锦标赛，获得一枚金牌和一枚铜牌。他也曾参加1936年夏季奥林匹克运动会。